# Plectroglyphidodon sagmarius
Plectroglyphidodon sagmarius là một loài cá biển thuộc chi Plectroglyphidodon trong họ Cá thia. Loài này được mô tả lần đầu tiên vào năm 1999.

## Từ nguyên
Tính từ định danh của loài trong tiếng Latinh có nghĩa là "có yên", hàm ý đề cập đến vệt đen trên cuống đuôi của chúng.

## Phân bố và môi trường sống
P. sagmarius là một loài đặc hữu của quần đảo Marquises, được mô tả cùng thời điểm với Abudefduf conformis, cũng là loài đặc hữu của quần đảo này. P. sagmarius được thu thập ở độ sâu đến 18 m.

## Mô tả
P. sagmarius có chiều dài cơ thể tối đa được ghi nhận là 4,6 cm. P. sagmarius trưởng thành có màu trắng với các vạch sọc màu vàng nâu ở hai bên thân, lan rộng và hợp nhất thành một dải bao phủ khắp lưng. Mắt màu trắng với một vạch đen băng ngang đồng tử, giống với Plectroglyphidodon imparipennis. Cuống đuôi có một đốm đen lớn. Các gai vây lưng màu cam phớt vàng. Cá con có thêm một đốm trắng trên cuống đuôi.
Số gai ở vây lưng: 12; Số tia vây ở vây lưng: 14–15; Số gai ở vây hậu môn: 2; Số tia vây ở vây hậu môn: 11–12; Số tia vây ở vây ngực: 19–21.

## Sinh thái học
Thức ăn của P. sagmarius là tảo. Trứng của chúng bám dính vào chất nền. Cá đực có nhiệm vụ bảo vệ và chăm sóc trứng.

### Trích dẫn
- J. E. Randall; J. L. Earle (1999). "Abudefduf conformis and Plectroglyphidodon sagmarius, two new damselfishes (Pomacentridae) from the Marquesas Islands" (PDF). Cybium. Quyển 23 số 4. tr. 333–343.{{Chú thích tạp chí}}:  Quản lý CS1: nhiều tên: danh sách tác giả (liên kết)